# Macdunnoughia deangulata
Macdunnoughia deangulata är en fjärilsart som beskrevs av Embrik Strand 1917. Macdunnoughia deangulata ingår i släktet Macdunnoughia och familjen nattflyn. Inga underarter finns listade i Catalogue of Life.